# Rotary International
Rotary International je globalna sekularna organizacija koja okuplja stručnjake i poslovne ljude posvećene promicanju humanitarnih ciljeva, visokih etičkih načela u poslovnom i privatnom životu te međunarodnog razumijevanja i dobre volje. Otvorena je za članove bez obzira na spol, rasu, vjeru ili političko uvjerenje. Temeljna vrijednost Rotaryja izražena je motom "Služenje prije svega" (Service Above Self), koji ističe ideju nesebičnog angažmana u korist zajednice.
Organizaciju je 1905. godine u Chicagu osnovao odvjetnik Paul Harris, s ciljem razvoja prijateljstva koje će poslužiti kao temelj za humanitarno djelovanje. Prvi Rotary klub osnovan je 23. veljače iste godine, dok je Rotary postao međunarodna organizacija 1910., kada je Harris izabran za njezina prvog predsjednika.
Danas Rotary djeluje putem mreže od više od 34.000 klubova u više od 200 zemalja svijeta. Rotary klubovi održavaju redovite sastanke, najčešće tjedne, na kojima članovi razvijaju međusobno prijateljstvo i dogovaraju humanitarne aktivnosti.
U Hrvatskoj, Rotary klubovi ponovno su aktivirani 1990. godine.

## Poznati Rotaryjanci
Popis nekih od najpoznatijih osoba koje su Rotaryjanci:
- Franjo
- Edvard Beneš
- Jan Masaryk
- Manny Pacquiao
- Jean Sibelius
- Françoise Barré-Sinoussi
- Guglielmo Marconi
- Ivo Andrić
- Ivan Meštrović
- Milan Stojadinović
- Friedrich Bergius
- Thomas Mann
- Neil Armstrong
- Arthur Holly Compton
- Walt Disney
- Thomas Alva Edison
- Gerald Ford
- Warren G. Harding
- John F. Kennedy
- Sigmund Romberg
- Franklin Delano Roosevelt
- Woodrow Wilson
- Jack Williamson
- Orville Wright
- Winston Churchill

## Vanjske poveznice
- Službena stranica
- Rotary Hrvatska